# Euploea lorraini
Euploea lorraini är en fjärilsart som beskrevs av Chapman 1873. Euploea lorraini ingår i släktet Euploea och familjen praktfjärilar. Inga underarter finns listade i Catalogue of Life.